# Contarinia convolvulicola
Contarinia convolvulicola är en tvåvingeart som beskrevs av Fedotova 1991. Contarinia convolvulicola ingår i släktet Contarinia och familjen gallmyggor.
Artens utbredningsområde är Kazakstan. Inga underarter finns listade i Catalogue of Life.